# Les Belles Lettres
Uitgeverij Les Belles Lettres, volledige naam Société d’Édition Les Belles Lettres, oorspronkelijke naam Société Les Belles Lettres pour le développement de la culture classique ("Maatschappij De Schone Letteren voor de ontwikkeling van de klassieke cultuur") is een in 1919 opgerichte Franse uitgeverij met als oorspronkelijke doelstelling de publicatie van Oudgriekse en Latijnse literatuur. De in Parijs gevestigde uitgeverij is gespecialiseerd in wetenschappelijke uitgaven. Het beeldmerk is de uil van Athene, als symbool van wijsheid.

## Geschiedenis
Les Belles Lettres is al sinds de beginjaren bekend vanwege de uitgave van wetenschappelijke publicaties, vooral de boekenreeksen van "oude" auteurs. De uitgeverij werd na de Eerste Wereldoorlog opgericht in samenwerking met de Association Guillaume Budé, een wetenschappelijke vereniging die tot doel heeft de antieke cultuur en literatuur te verspreiden.
De bekendste publicatiereeks van de uitgeverij is wellicht de Collection des Universités de France (afgekort CUF, ook wel Collection Budé genoemd), een verzameling tekstkritische edities van Griekse en Latijnse schrijvers inclusief Franse vertalingen. Het eerste deel van deze serie verscheen in 1920, bestaande uit een nieuwe editie van Plato's Hippias Minor, onder redactie van Maurice Croiset. Tegenwoordig telt de serie ongeveer 750 titels.
Het publicatieprogramma omvat tevens uitgaven op het gebied van de filosofie, filologie, poëzie, theater, natuurwetenschappen, geneeskunde en geschiedenis (met name oudheid, middeleeuwen en renaissance), waarvan een deel verschijnt in boekenreeksen als Classiques de l'histoire au Moyen Âge of Classiques de l'Humanisme. De uitgeverij publiceert ook enkele gerenommeerde periodieken zoals de Revue des Études Latines (sinds 1923) en de Année Philologique (sinds 1924).
De uitgeverij is verbonden met een gerenommeerde uitgeverijboekhandel, gevestigd aan de Boulevard Raspail in het 6e arrondissement van Parijs.

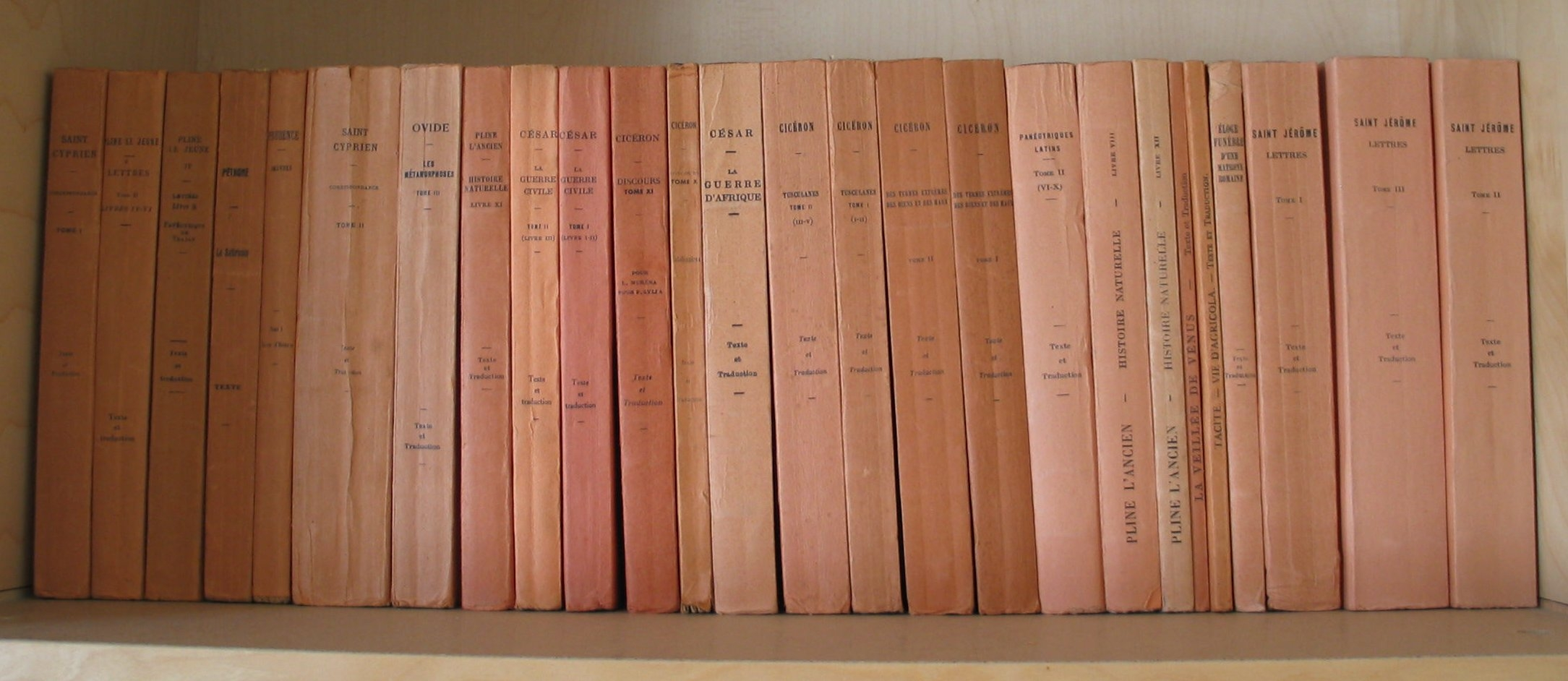
Enkele delen uit de Collection Budé van Les Belles Lettres

- Bibliothèque nationale de France: cb14001460x (data)
- Gemeinsame Normdatei: 671564-3
- International Standard Name Identifier: 0000 0001 1931 5182
- Library of Congress Control Number: n85178067
- Nationale Bibliotheek van Tsjechië: kn20101201002
- Nationale Bibliotheek van Israël: 987007445543305171
- Système universitaire de documentation: 034095780
- Virtual International Authority File: 158467305